# Лимпу ди Абрэу, Антониу Паулину
Антониу Паулину Лимпу ди Абрэу, виконт ди Абаэте (порт. Antônio Paulino Limpo de Abreu; 22 сентября 1798, Лиссабон, Королевство Португалия — 14 сентября 1883, Рио-де-Жанейро, Бразильская империя) — бразильский политический, государственный и дипломатический деятель, президент Совета министров Бразилии (12 декабря 1858—10 августа 1859), юрист, прокурор.

## Биография
Португальского происхождения. В 1820 году  окончил юридический факультет Университета Коимбры. Работал судьёй, окружным омбудсменом, советником, заместителем генерального директора, позже губернатором штата Минас-Жерайс (1833), Министром юстиции (1835—1836, 1840—1841,1845—1846), 
министром военно-морского флота и президентом Совета министров (премьер-министром). 
С 1847 по 1883 год был сенатором Бразильской империи  и президентом Сената (1861—1873). В качестве дипломата выполнил несколько миссий в Монтевидео и в Аргентинской Конфедерации.
Возведён в достоинство виконта ди Абрэу (порт. Visconde de Abaeté) в 1854 году.